# 森特鎮區 (北卡羅萊納州查塔姆縣)
森特鎮區（英語：Center Township）是位於美國北卡羅萊納州查塔姆縣的一個鎮區。

## 地方資料
森特鎮區的面積為168.60平方千米，皆為陸地。根據2020年美國人口普查的數據，當地共有人口7464人，而人口密度為每平方千米44.27人。